# Río de las Ánimas
El río de las Ánimas (del inglés: Animas River) es un río de 203 kilómetros de longitud en el oeste de los Estados Unidos de América, tributario del río San Juan en el sistema de ríos de Colorado.  El nombre original en castellano es «río de las Ánimas Perdidas». Es el último río que su curso fluye libremente en el estado de Colorado, lo que cambiará cuando se finalice el proyecto de Ánimas-La Plata. Este proyecto llevará agua hacia una presa, el lago Nighthorse, para suplir los derechos acuáticos de la tribu Ute Meridional que se asocian a las reclamaciones de ese pueblo según la Ley de Asentamientos de los Ute en Colorado del 2000.
El río de las Ánimas nace en la sierra de San Juan en Colorado en la confluencia de los ramales Norte y Oeste en el pueblo fantasma de Ánimas Fork en Colorado para dirigirse al sur para pasar por el pueblo fantasma de Eureka y Howardsville en Colorado. Posteriormente se dirige hacia el Cañón de las Ánimas.  De Durango el río se dirige hacia el sur penetrando en Nuevo México en el pueblo de Azteca en su confluencia con río de San Juan en Farmington.
El único gran tributario del río de las Ánimas es el río de Florida que confluye justo al norte de la frontera entre Colorado y Nuevo México.